# Brenoritvrezorkre
Brenoritvrezorkre was een Franse blackmetalband die deel uitmaakte van Les Legions Noires.
De band bestond uit Count Noktu (bekend van Celestia) en diverse leden die ook in andere bands van LLN zaten, waaronder Vlad Tepes, Torgeist en Belketre. En nam tussen 1995 en 1996 een veeltal demo's op, de meeste werden echter alleen verspreid onder bekenden van de band. Brenoritvrezorkre speelt zeer chaotische, geïmproviseerde black metal met een (zelfs voor blackmetalstandaarden) slechte productiekwaliteit.

## Bezetting

### Laatste Bezetting
- Vorlok - Alle instrumenten
- Niflheim - Drummer

## Discografie
- 1995 Vermyapreb (Demo)
- 1995 Nèvgzérýa (Demo)
- 1996 Ervoelbtre (Demo)
- 1996 Vasagraèbe éakr vatrè brenoritvrezorkre (Demo)